# Liste von Denkmälern in Stuttgart
Diese Seite gibt einen Überblick über Denkmäler im engeren Sinne in Stuttgart, also über Bauwerke, Skulpturen, Plastiken und dergleichen im Stadtgebiet von Stuttgart, die an bestimmte Personen, Personengruppen oder Ereignisse erinnern.
Diese Seite enthält nicht:
- Kunstwerke, die nicht dem Gedenken an bestimmte Personen, Personengruppen oder Ereignisse dienen (siehe hierfür Kunst im öffentlichen Raum in Stuttgart)
- Objekte, die unter Denkmalschutz stehen und daher ebenfalls als Denkmäler bezeichnet werden
- Stolpersteine (siehe hierfür die Liste der Stolpersteine in Stuttgart)

| Bezeichnung                                                     | Standort                                                          | errichtet      | Künstler                                              | erinnert an | Anmerkungen | Bild       |
| --------------------------------------------------------------- | ----------------------------------------------------------------- | -------------- | ----------------------------------------------------- | --- | --- | ---------- |
| Bismarckturm                                                    | auf dem Gähkopf                                                   | 1904           |                                                       | Otto von Bismarck | |            |
| Denkmal für Eugen Bolz                                          | Königsbau                                                         | 1993           | Alfred Hrdlicka                                       | Eugen Bolz | |            |
| Denkmal für Hermann Burckhardt                                  | Hegelplatz                                                        | 1911           | Ludwig Habich                                         | Hermann Burckhardt | |            |
| Denkmal zur Charta der deutschen Heimatvertriebenen             | Kurpark in Bad Cannstatt                                          |                |                                                       | Charta der deutschen Heimatvertriebenen | |            |
| Denkmal für Herzog Christoph von Württemberg                    | am Rande des Schloßplatzes                                        | 1889           |                                                       | Herzog Christoph von Württemberg | |            |
| Denkmal für Gottlieb Daimler                                    | Kurpark in Bad Cannstatt                                          | 1902           | Emil Kiemlen                                          | Gottlieb Daimler | |            |
| Denkmal für Veit Demmler                                        | Magstadter Straße in Stuttgart-Vaihingen                          | 1622           | Jörg Miller                                           | Veit Demmler | |            |
| Denkmal für Johann Georg Fischer                                | Stuttgart-West, Hasenbergsteige 17/19, Hasenberganlagen           | 1900           | Emil Kiemlen                                          | Johann Georg Fischer | |            |
| Denkmal für Häberle und Pfleiderer                              | Friedrichsbau                                                     | 1994           | Rudolf Kurz, nach einer Idee von Hanne Schorp-Pflumm  | Häberle und Pfleiderer (Komikerduo Willy Reichert und Oscar Heiler)                                                                                                   | |            |
| Denkmal für Philipp Matthäus Hahn                               | Berliner Platz                                                    | 1956           | Peter Otto Heim                                       | Philipp Matthäus Hahn | |            |
| Denkmal für Julius Haidlen                                      | Seidenanlage/Silcherstraße                                        | 1885           | Wilhelm Rösch                                         | Julius Haidlen | |            |
| Denkmal für Wilhelm Hauff                                       | Hasenbergsteige                                                   | 1882           | Wilhelm Rösch                                         | Wilhelm Hauff | |            |
| Denkmal für Elly Heuss-Knapp                                    | am Aufgang zur Karlshöhe, beim Spielplatz hinter der Allianz      | 1962           | Fritz Nuss                                            | Elly Heuss-Knapp | Skulpturengruppe aus Bronze, Widmung „Dem Gedächtnis von Elly Heuss-Knapp / dankbare deutsche Mütter“                                                                    |            |
| Denkmal für Elly Heuss-Knapp                                    | Stuttgart-Sillenbuch, Stuttgarter Eichenhain                      | 1955           | Lore Doerr-Niessner                                   | Elly Heuss-Knapp | |            |
| Denkmal für Hellmuth Hirth                                      | Zuffenhausen                                                      |                |                                                       | Hellmuth Hirth | |            |
| Denkmal für Friedrich List                                      | Stuttgart-Süd, Etzelstraße 7, Bopseranlage                        | 1905           | Daniel Stocker                                        | Friedrich List | |            |
| Denkmal für Franz Liszt                                         | Stuttgart, Mittlerer Schlossgarten                                | 1903           | Adolf Fremd                                           | Franz Liszt | |            |
| Denkmal für Loriot                                              | Eugensplatz                                                       | 2013           | Uli Gsell                                             | Loriot | Mops-Säule |            |
| Denkmal für Eduard Mörike                                       | Silberburganlage                                                  | 1880           | Wilhelm Rösch                                         | Eduard Mörike | |            |
| Denkmal für Reinhold Nägele                                     | Stuttgart-Süd, Weißenburgpark                                     | 2008           | Jakob Wilhelm Fehrle                                  | Reinhold Nägele | Original des Kopfes wurde 1930 von Fehrle geschaffen. |            |
| Denkmal für Franz Schubert                                      | Stuttgart-West, Liederhalle, Berliner Platz 1                     | 1878           | Gustav Adolph Kietz                                   | Franz Schubert | |            |
| Denkmal für Karl Friedrich Sick                                 | Stuttgart-Bad Cannstatt, im Kurpark, oberhalb des Großen Kursaals | 1837           |                                                       | Karl Friedrich Sick | |            |
| Denkmal für Robert Stolz                                        | Stuttgart-Bad Cannstatt, im Kurpark, vor dem Kleinen Kursaal      |                |                                                       | Robert Stolz | |            |
| Denkmal für Thaddäus Troll                                      | Stuttgart-Bad Cannstatt, Thaddäus-Troll-Platz, Badstraße 58       | 1989           | Elke Krämer                                           | Thaddäus Troll | dargestellt wird der Entaklemmer mit zwei Enten nach der Komödie „Der Entaklemmer“ von Thaddäus Troll                                                                    |            |
| Denkmal für König Wilhelm II. von Württemberg                   | Wilhelmspalais                                                    | 1991           | Hermann-Christian Zimmerle                            | König Wilhelm II. von Württemberg | |            |
| Denkmal für das württembergische Grenadierregiment Königin Olga | Mittlerer Schlossgarten                                           | 1923           | Fritz von Graevenitz                                  | Grenadier-Regiment „Königin Olga“ (1. Württembergisches) Nr. 119 | |            |
| Denkmal für das württembergische Grenadierregiment Königin Olga | in der Theodor-Heuss-Kaserne                                      |                |                                                       | Grenadier-Regiment „Königin Olga“ (1. Württembergisches) Nr. 119 | Torso des einstmals vor dem Kasernentor errichteten Regimentsdenkmals zusammen mit der Figur eines Handgranatenwerfers                                                   |            |
| Eberhardsgruppe                                                 | Oberer Schlossgarten                                              | 1881           | Paul Müller                                           | Fürst Eberhard I. | bis August 2012 im Mittleren Schlossgarten |            |
| Ehmann-Brunnen                                                  | Jahnstraße in Stuttgart-Degerloch                                 |                |                                                       | Karl und Hermann von Ehmann | Der Brunnen wurde 2014 in „Ehmann-Brunnen“ umbenannt. |            |
| Ehrenmal für die Gefallenen des Ersten Weltkriegs               | Stuttgart-Ost, Hornbergstr. 140, Friedhof Gaisburg                | 1928           | Jakob Brüllmann                                       | Gefallene des Ersten Weltkriegs | |            |
| Ehrenmal für die Gefallenen des Ersten Weltkriegs               | Stuttgart-Untertürkheim, Wendelinstraße 9, Alter Friedhof         | 1960           | Hermann Brachert                                      | Gefallene des Ersten Weltkriegs | |            |
| Ehrenmal für die gefallenen Schüler der Wirtschaftsoberschule   | Stuttgart-Ost, Sickstraße 165, Johann-Friedrich-von-Cotta-Schule  | 1960           | Otto Baum                                             | Schüler der Wirtschaftsoberschule, die in den beiden Weltkriegen gefallen sind                                                                                        | |            |
| Eugen-Denneler-Brunnen                                          | Stuttgart-Hedelfingen, Rennweg                                    |                |                                                       | Eugen Denneler | Der Brunnen wurde 2014 in „Eugen-Denneler-Brunnen“ umbenannt. |            |
| Gedenksäule für Gefallene der Ackerbauschule in Hohenheim       | Schlossgarten Hohenheim                                           | 1979           | G. Ott                                                | Gefallene der Hohenheimer Ackerbauschule in den beiden Weltkriegen | Widmung „Zum Gedenken an die in den beiden Weltkriegen 1914–1918, 1939 – 1945 gefallenen und vermissten Ackerbauschüler / Verein ehemaliger Hohenheimer Ackerbauschüler“ | YJP1080098 |
| Gedenkstätte Zeichen der Erinnerung                             | Otto-Umfrid-Straße am Stuttgarter Nordbahnhof                     | 2006           | Anne-Christin Saß und Ole Saß                         | Gedenkstätte an dem Ort, von dem zwischen 1941 und 1944 mehr als 2600 Jüdinnen und Juden aus Stuttgart und Württemberg und Hohenzollern deportiert wurden             | |            |
| Gedenkstein für Lilo Herrmann                                   | Stadtgarten                                                       | 1988           |                                                       | Lilo Hermann, 1938 von den Nationalsozialisten ermordet | Gedenkstein wurde vom Stadtjugendring errichtet |            |
| Hans-Sachs-Figur                                                | Marktplatz 14                                                     | 1908           | Theodor Bausch                                        | Hans Sachs | |            |
| Jubiläumsbrunnen                                                | Stuttgart-Nord, Berliner Platz, Schloßstraße 53A                  | 1960           | Hans Dieter Bohnet                                    | zum 100. Jubiläum des Verschönerungsvereins Stuttgart | |            |
| Jubiläumssäule                                                  | auf dem Schloßplatz                                               | 1846           | Theodor Wagner/Ludwig von Hofer                       | König Wilhelm I. von Württemberg, errichtet anlässlich des 25-jährigen Regierungsjubiläums und der Vollendung des 60. Lebensjahres                                    | |            |
| Justinus-Kerner-Büste                                           | Kernerstr. 19B                                                    | um 1894        |                                                       | Justinus Kerner | |            |
| Kernerbrünnele                                                  | Kernerplatz                                                       | 1934           | Carl Eisele                                           | Justinus Kerner | |            |
| Mahnmal für die Opfer der Justiz im Nationalsozialismus         | Urbanstr. 20                                                      | 1994           |                                                       | Opfern der Justiz im Nationalsozialismus | Inschrift: „Den Opfern der Justiz im Nationalsozialismus zum Gedenken. Hunderte wurden hier im Innenhof hingerichtet. Den Lebenden zur Mahnung.“                         |            |
| Mahnmal für die Opfer des Nationalsozialismus                   | Planie                                                            | 1971           | Elmar Daucher                                         | Opfer des Nationalsozialismus | |            |
| Reformationsdenkmal                                             | an der Fassade der Hospitalkirche                                 | 1917           | Theodor Fischer                                       | Vierhundertjahrfeier von Luthers Thesenanschlag | |            |
| Reiterstandbild Graf Eberhard im Bart                           | im Innenhof des Alten Schlosses                                   | 1859           | Ludwig von Hofer                                      | Graf Eberhard im Bart | |            |
| Reiterstandbild für Kaiser Wilhelm I.                           | auf dem Karlsplatz                                                | 1897/98        | Wilhelm von Rümann                                    | Kaiser Wilhelm I. | |            |
| Reiterstandbild für König Wilhelm I. von Württemberg            | Konrad-Adenauer-Straße 32                                         |                | Ludwig von Hofer                                      | König Wilhelm I. von Württemberg | |            |
| Reiterstandbild für König Wilhelm I. von Württemberg            | vor dem Kursaal in Bad Cannstatt                                  |                | Wilhelm von Rümann                                    | König Wilhelm I. von Württemberg | |            |
| Schicksalsbrunnen                                               | Oberer Schlossgarten                                              | 1914           | Karl Donndorf                                         | Anna Sutter | |            |
| Schillerdenkmal                                                 | auf dem Schillerplatz                                             | 1839           | Bertel von Thorvaldsen                                | Friedrich Schiller | |            |
| Schillerdenkmal                                                 | vor dem Großen Haus der Staatstheater Stuttgart                   | 1913           | Adolf von Donndorf                                    | Friedrich Schiller | |            |
| Schloßplatzspringbrunnen                                        | auf dem Schloßplatz                                               | 1863           | u. a. Karl Kopp, Christian Leins                      | König Wilhelm I. von Württemberg, errichtet anlässlich des 82. Geburtstags des Königs am 27. September 1863                                                           | |            |
| Siebener-Denkmal                                                | Rotebühl-/Herzogstraße                                            | 1927           | Fritz von Graevenitz                                  | Zur Erinnerung an die Gefallenen des Infanterie-Regiments Kaiser Friedrich König von Preußen (7. Württembergisches) No. 125                                           | |            |
| Sophienbrunnen                                                  | Hasenbergsteige                                                   | 1839           |                                                       | Errichtet anlässlich der Hochzeit der Prinzessin Sophie, Tochter des württembergischen Königspaars Wilhelm I. und Katharina Pawlowna, mit Wilhelm III. der Niederland | |            |
| Synagogenplatz Bad Cannstatt                                    | König-Karl-Str. 45–47                                             | 1961/2004/2022 | Herbert Gebauer                                       | Gedenkort und Denkmal für Synagoge (Bad Cannstatt) | Mehrmals grundlegend verändert |            |
| Verfassungssäule                                                | Urbanstr. 20                                                      | 1956           | Hermann Kress nach einem Entwurf von Hermann Brachert | Verfassung | Auf der Stirnfläche der Säule ist der Artikel 1 der Verfassung des Landes Baden-Württemberg eingemeißelt.                                                                |            |